# Мохамед Кудус
Мохамед Кудус  (на английски: Mohammed Kudus; роден на 2 август 2000 г. в Акра) е ганайски полузащитник. Играе за Тотнъм Хотспър и националния отбор по футбол на Гана. Участник на Световното първенство по футбол 2022, Купата на африканските нации 2021 и Купата на африканските нации 2023. През 2024 вкарва два гола в мача срещу Египет при равенството 2:2 в групите.

## Успехи

### Клубни
Аякс
- Шампион на Нидерландия (2): 2020/21, 2021/22
- Купа на Нидерландия (1): 2020/21

Индивидуални
- Футболист на годината на Гана: 2023